# Ruta OM18 (Lima)
La ruta OM18 o "la S" es una ruta de transporte público del área metropolitana de Lima, que conecta los distritos de Callao y Santiago de Surco. El trayecto de esta ruta consta de 73 o 74 paradas dependiendo de la dirección y dura aproximadamente entre 1 y 2 horas

## Características
Esta ruta de transporte público es operada por Holding Real Express S.A, pasando por los distritos de Lima y Callao, anteriormente estaba operando por el Consorcio Grupo Orión S.A. hasta 2016.

### Autorización
La ruta OM18 se encuentra autorizada por la Municipalidad Provincial del Callao (MPC) y la Autoridad de Transporte Urbano (ATU).

## Trayecto
Los autobuses de la ruta OM18 comienzan a operar a las 6:00 a.m. y terminan a las 6:45 p.m. Por los distritos de Callao, Bellavista, San Miguel, Magdalena del Mar, San Isidro, Miraflores y Santiago de Surco en las provincias de Lima y Callao pasando por lugares importantes como el Aeropuerto Internacional Jorge Chávez, la Plaza San Miguel, el Hospital Víctor Larco Herrera, el Parque Central de Miraflores, Parque Reducto n.º 2 y el Parque de la Amistad María Graña Ottone.
Se conecta con el Metropolitano con la Estación Benavides y con la Línea 1 del Metro de Lima con la Estación Cabitos y en el futuro con la Línea 4 desde las estaciones Aeropuerto y Rafael Escardó, la Línea 3 con las estaciones desde Parque Central de Miraflores hasta Alejandro Velasco, la Línea 5 del Metro de Lima y Callao en la estación Benavides y la Línea 6 desde la Estación Parque Media Luna hasta la Estación Comandante Espinar.

### Terminales
No posee terminales tanto de ida y de vuelta, las cústers suelen parquearse en algunas viviendas de los propietarios de dichas cústers, la mayoría suele ser en la Av. Pacasmayo, entre los tramos Canta Callao y Bocanegra.

### Recorrido
| Dirección                   | Avenidas y calles |
| --------------------------- | --- |
| Ida Hacia Santiago de Surco | Av. Pacasmayo - Av. Tomás Valle - Av. Elmer Faucett - Av. La Marina - Av. José de la Riva Agüero - C. Cmdte. Manuel A. Villavicencio - Av. La Libertad - C. Mrcal. Andrés Avelino Cáceres - Av. La Paz - Pje. San Luis - Av. Juan Bertolotto Negro - Jr. Comandante Espinar - Av. Antonio José de Sucre - Jr. Diego Ferre - Av. Del Ejército - Av. José Pardo - Av. Diagonal - Av. Alfredo Benavides |
| Vuelta Hacia Callao         | Av. Alfredo Benavides - Av. José Larco - Av. José Pardo - Av. Del Ejército - Jr. Diego Ferre - Av. Antonio José de Sucre - Jr. Salaverry - Jr. Federico Gallese Taricchi - Av. La Paz - C. Miramar - Av. La Libertad - C. Cmdte. Manuel A. Villavicencio - Av. José de la Riva Agüero - Av. La Marina - Av. Elmer Faucett - Av. Tomás Valle - Av. Pacasmayo                                          |

Algunas unidades suelen irse hacia Pershing para luego irse a la Av. Salaverry, otras suben hacia Sucre para irse a Jr. Libertad y luego girar en La Marina.
Ninguna unidad pasa por la Av. Rafael Escardó.